# Скаршевский, Станислав
Станислав Скаршевский из Жечнюва (1602—1685) — польский государственный и военный деятель, дворянин королевский, подстолий сандомирский, староста стенжицкий, радомский, самборский, дрогобычский, барвалдский, злоторыйский, василькувский, каштелян малогощский и войницкий, наместник краковский, секретарь королевский, дипломат.

## Биография
Представитель польского шляхетского рода Скаршевских герба «Лещиц» из Калишского воеводства. Сын стольника сандомирского Николая Скаршевского и Анны Бискупской из Рудника. Братья — Зигмунд, Николай (ум. 1648) и Ян (ум. 1662).
Станислав и его братья получили хорошее образование, он учился в колледже Карнковского в Калише. В 1625 году Станислав Скаршевский продолжил дальнейшее образование в Италии и поступил в Падуанский университет. В феврале 1631 года он получил в Риме докторскую степень. В 1632 году вернулся на родину во время элекции Владислава IV Вазы, стал королевским дворянином и подстолием сандомирским.
С 1637 по 1676 год неоднократно избирался депутатом на сеймы от Сандомирского воеводства. Он был членом различных комитетов (в том числе по границам с Венгрией, Силезией и Бранденбургом), служил в качестве королевского секретаря.
В 1647/1648 году С. Скаршевский получил во владение староство стенжицкое (до 1650 года). В 1648 году он представлял Сандомирское воеводство на коронационном сейме. В 1650 году получил должность старосты радомского. В 1651 году во главе собственного надворного отряда участвовал в битве с восставшими казаками под Берестечком.
В 1655 году в начале Шведского потопа Станислав Скаршевский сохранил верность польскому королю Яну Казимиру Вазе. В 1656 году он получил от короля согласие на продажу самборской соли по всей Речи Посполитой. В 1659 году Станислав Скаршевский получил должность каштеляна радомского, но отказался от этого звания. В следующем он получил во владение староство дрогобычское в Русском воеводстве.
В 1661 году С. Скаршевский получил от короля Яна Казимира Вазы должность каштеляна малогощского и стал членом сената Речи Посполитой. В 1662 году он купил в Варшаве часть фольварка Каленчин (сегодня район Тамка).
В 1665 году во время рокоша Любомирского Станислав Скаршевский сохранил верность польской короне и получил в награду должность наместника краковского после смерти воеводы серадзского Иеронима Вержбовского. В 1666 году он приобрел в Кракове дворец с домом, на некоторое время стал владельцем здания (ныне Палац-Кшиштофоры) на рыночной площади в Кракове. 14 августа 1667 года он получил должность каштеляна войницкого.
10 апреля 1668 года Станислав Скаршевский женился на Катарине Пиотровской (1634—1710), дочери кухмистра великого литовского Николая Пиотровского-Гинвила (ум. 1657) и вдове Иеронима Вержбовского (ум. 1665). Свадебная церемония состоялась во дворцу подканцлера литовского Михаила Радзивилла. На свадьбе присутствовал сам король Ян Казимир Ваза со всем двором. 16 сентября 1668 года С. Скаршевский участвовал в абдикации Яна Казимира Вазы от польского престола.
В 1669 году Станислав Скаршевский в качестве депутата от Краковского воеводства участвовал в элекционном (где поддержал кандидатуру Михаила Корибута Вишневецкого) и коронационном сеймах. В 1670 году он был избран председателем комитета по соляным копям Велички и Бохни.
В 1674 году он был избран депутатом от Краковского воеводства на сейм, где поддержал кандидатуру гетмана великого коронного Яна Собеского на польский королевский престол. В июне 1678 году во Львове он представил королю Яну Собескому своему 9-летнего сына Яна Антония, который преподнес королю португальскую чашу.
4 апреля 1685 года Станислав Скаршевский скончался в Жечнюве, был похоронен 3 мая того же года в церкви реформаторов в Варшаве.
Депутат сейма в 1637, 1638, 1649, 1650, 1659, 1668 и 1676 годах.
От брака с Катариной Пиотровской у него был сын Ян Антоний (род. 1 апреля 1669).